# Informationsstelle Lateinamerika
Die Informationsstelle Lateinamerika e. V. (ila) ist ein gemeinnütziger Verein mit Sitz im Oscar-Romero-Haus in Bonn. Das Ziel des Vereins ist die Veröffentlichung kritischer und unabhängiger Informationen aus Lateinamerika. Der Schwerpunkt liegt auf Nachrichten und Hintergrundinformationen aus basisdemokratischer Perspektive. Die Informationsstelle Lateinamerika begreift sich als Teil der politischen Linken und engagiert sich in übergreifenden politischen Bündnissen wie der Friedens- und Antikriegsbewegung oder Attac. Der Verein besteht seit 1975 und gibt die gleichnamige Zeitschrift ila heraus.

## Geschichte
Die Informationsstelle Lateinamerika ging aus der Solidaritätsbewegung mit den Opfern der Militärdiktaturen hervor, die in den 1970er Jahren in vielen Ländern Südamerikas, darunter Chile, Argentinien, Brasilien, Bolivien, Paraguay und Uruguay herrschten. Von 1973 bis 1975 setzte sich das „Zweite Internationale Russell-Tribunal“ in Brüssel und Rom mit der Verletzung der Menschenrechte in Lateinamerika und der Mitverantwortung der europäischen Politik und Wirtschaft (etwa durch Waffenlieferungen) auseinander. Nach dem Abschluss des Tribunals gründeten Mitglieder der deutschen Unterstützergruppe im Oktober 1975 die Informationsstelle Lateinamerika e. V., um in Deutschland über die Entwicklungen in Lateinamerika zu informieren.

## Veröffentlichungen
Zehnmal im Jahr erscheint die Zeitschrift „ila“. Sie ist 56 bis 64 Seiten im DIN-A-4-Format stark und enthält in der Regel keine Werbung. Der Umfang jeder Ausgabe entspricht einem Taschenbuch von 200 Seiten. Jedes Heft besteht aus einem Schwerpunktthema (50–60 %), aus Berichten und Hintergründen, Ländernachrichten des lateinamerikanischen Pressedienstes Poonal und Notizen oder Diskussionsbeiträgen aus der Solidaritätsbewegung.
Die erste Ausgabe erschien im Dezember 1976 unter dem Titel „ila-info“, seit 1988 erscheint die Zeitschrift unter dem Titel „ila“. Sie wird überwiegend über Abonnements vertrieben, aber auch über Buchläden oder Handverkauf. Zu der Berichterstattung über politische und soziale Prozesse in Lateinamerika kamen im Laufe der Zeit auch eine kontinuierliche Information über kulturelle Themen und Beiträge und Interviews zum Leben von Lateinamerikanern in Deutschland und Europa hinzu. Zwischen 1989 und 1998 erschien als Beilage der deutschsprachigen „ila“ mehrmals jährlich die „ila latina“ auf Spanisch und Portugiesisch.
Die Inhalte der Zeitschrift werden von ehrenamtlichen Autoren, darunter einer Redaktion (ca. 20 Mitglieder aus dem Raum Köln-Bonn), regelmäßigen Mitarbeitern in Deutschland, Österreich und der Schweiz sowie ila-Korrespondenten in Lateinamerika, bereitgestellt.
Seit 2002 gibt es neben der Zeitschrift ein Internetangebot, das neben dem Themenarchiv und ausgewählten Beiträgen aus der Zeitschrift auch Terminankündigungen und eine täglich aktualisierte Übersicht über die lateinamerikabezogenen Artikel in der deutschsprachigen Presse enthält.

## Veranstaltungen
Die ila tritt mehrmals im Jahr selbst als Veranstalterin oder Mitveranstalterin lateinamerikaspezifischer Informationsveranstaltungen in Bonn und Köln in Erscheinung.

## Finanzierung
Die ökonomische Grundlage der ila bilden das ehrenamtliche Engagement, die Einnahmen aus den Zeitschriftenabonnements, Spenden und gelegentliche Zuwendungen von Stiftungen.